# Мальта
Ма́льта (мальт. Malta [ˈmɐltɐ], англ. Malta МФА: [ˈmɒltə]о файле), официальное название — Респу́блика Ма́льта (мальт. Repubblika ta' Malta, англ. Republic of Malta) — островное государство в Средиземном море, на Мальтийском архипелаге.
Государство состоит из архипелага между Италией и Ливией и часто считается частью Южной Европы. Оно находится в 80 км к югу от Сицилии (Италия), в 284 км к востоку от Туниса и в 333 км к северу от Ливии.
Мальта была заселена примерно с 5900 г. до н. э. Её расположение в центре Средиземного моря исторически придавало архипелагу большое стратегическое значение в качестве военно-морской базы. На островах правили разные державы и народы, в том числе финикийцы и карфагеняне, римляне, греки, арабы, норманны, арагонцы, Рыцари Святого Иоанна, французы и британцы. Большинство этих иностранных влияний оставило следы в древней культуре страны.
Мальта стала британской колонией в 1813 году, служила промежуточной станцией для кораблей и штаб-квартирой британского Средиземноморского флота. Она была осаждена державами Оси во время Второй мировой войны и была важной базой союзников для операций в Северной Африке и Средиземноморье. Британский парламент принял Закон о независимости Мальты в 1964 году, предоставив Мальте независимость от Соединённого Королевства в качестве государства Мальта с королевой Елизаветой II. Страна стала республикой в 1974 году. Она является государством — членом Содружества Наций и ООН с момента обретения независимости и вступила в Европейский союз в 2004 году. В 2008 году Мальта стала частью еврозоны.
Мальта — многонациональное государство с широким этнокультурным, религиозным, расовым и национальным многообразием.
Основные языки — мальтийский и английский.
Мальта является популярным туристическим направлением с тёплым климатом, многочисленными зонами отдыха, архитектурными и историческими памятниками, в том числе тремя объектами Всемирного наследия ЮНЕСКО: Хал-Сафлиени, Валлеттой, и семью мегалитическими храмами.

## Этимология
Происхождение названия «Мальта» точно не установлено. Наиболее распространённая версия происхождения — что слово «Мальта» происходит от греч. μέλι, meli «мёд». Древние греки называли остров Μελίτη (Melitē), что означает «сладкий мёд», возможно, благодаря уникальному производству мёда — на острове обитал эндемичный подвид пчёл. Римляне называли остров «Мелита», что можно рассматривать как латинизацию греческого Μελίτη или адаптацию дорического греческого произношения того же слова Μελίτα.
Согласно другой гипотезе, слово «Мальта» происходит от финикийского слова «Малет», означавшего «убежище» или «порт» в отношении многих заливов и бухт Мальты. Слово «Мальта» появляется в своём нынешнем виде в Итинерарии Антонина.

## История
Мальта, расположенная в центре морских путей из Европы в Азию и Африку, издавна привлекала завоевателей. В VIII веке до н. э. Мальту начинают колонизировать финикийцы и почти одновременно — греки. С IV века до н. э. по XIII век н. э. её попеременно захватывали карфагеняне, римляне, византийцы, арабы, норманны, испанцы.
В 1530 году император Карл V предоставил Мальту духовно-рыцарскому ордену госпитальеров, получившему с тех пор название Мальтийского ордена.
В 1798 году Мальту захватила французская армия под командованием Наполеона Бонапарта, направлявшаяся в Египет. Наполеон упразднил власть ордена на острове. 16 (27) декабря 1798 года российский император Павел I был избран великим магистром Мальтийского ордена. Император издал указ о принятии острова Мальта под защиту России. В календаре Академии наук, по указанию императора, остров Мальта должен был быть обозначен «Губернией Российской империи». Павел I хотел сделать звание гроссмейстера наследственным, а Мальту присоединить к России. На острове император планировал создать военно-морскую базу для обеспечения интересов Российской империи в Средиземном море и на юге Европы. 5 сентября 1800 года англичане, в свою очередь, заняли столицу Мальты Валлетту своими войсками и подняли там британский флаг. Военным губернатором острова стал Александр Болл. После убийства Павла I его сын отказался от притязаний на остров. По условиям Парижского мира 1814 года, Мальта отошла к Великобритании. Англичане превратили её в свою колонию и военно-морскую базу.
Оборона Мальты с июня 1940 по декабрь 1942 года, благодаря важному стратегическому размещению острова, стала одним из существенных эпизодов в победе союзнических сил над державами Оси на средиземноморском театре военных действий. 15 апреля 1942 года король Георг VI наградил Георгиевским крестом (высшей гражданской наградой за доблесть) «остров-крепость Мальту — её народ и защитников».
21 сентября 1964 года Великобритания предоставила Мальте независимость в рамках британского Содружества. Главой государства по-прежнему считался британский монарх (королева Елизавета стала Королевой Мальты), в стране оставался британский генерал-губернатор, действовали британские законы. Великобритания заключила с Мальтой соглашение о «взаимной обороне Мальты», которым закреплялось размещение на архипелаге британских войск сроком на 10 лет. На Мальте продолжали функционировать военно-морские и военно-воздушные базы Великобритании, которые использовались командованием НАТО. 19 июля 1967 года были установлены дипломатические отношения с СССР. В 1971 году к власти на Мальте пришло лейбористское правительство, которое денонсировало англо-мальтийское соглашение 1964 года и ограничило пребывание иностранных войск на территории страны. 13 декабря 1974 года на Мальте была провозглашена республика во главе с президентом и однопалатным парламентом. В марте 1979 года истёк срок англо-мальтийского договора об использовании Великобританией и НАТО военных баз на архипелаге. Правительство Мальты отказалось продлить это соглашение на новый срок. 31 марта 1979 года на Мальте была ликвидирована последняя британская военно-морская база и выведены последние военнослужащие Великобритании.
В 2004 году Мальта вошла в Евросоюз.

## Географические данные
Мальтийский архипелаг — это, прежде всего, острова Мальта и Гоцо. В него также входят необитаемые острова Святого Павла и Фильфла, малообитаемый остров Комино, а также крошечные Коминотто и Филфолетта. Длина Мальты — 27 км, ширина — 15 км. Гозо вдвое меньше, а Комино — всего 2 км длиной. Мальта — единственная страна в Европе, в которой отсутствуют постоянные реки и естественные озёра. Мальта является единственной страной в Европе, где нет источников пресной воды.
Самая высокая точка — вершина Та-Дмейрек (253 метра над уровнем моря) — находится на юго-западном побережье острова Мальта.

Географически остров примыкает к Северной Африке, однако политически и историко-культурно является частью Южной Европы и имеет тесные связи со средиземноморскими культурами Европы и Леванта.

### Климат
Климат Мальты — средиземноморский (Csa), согласно классификации климатов Кёппена. Зима очень мягкая с проходящими дождями, в противовес сухому и жаркому лету. Среднегодовая температура составляет 23 °C в течение дня и 16 °C по ночам. В самый холодный месяц — январь — температура колеблется от 7—12 °C ночью до 12—20 °C днём, в самый жаркий — август — от 20—24 °C ночью до 28—34 °C днём. Рекордные зафиксированные значения температуры: 2,6 °C и 43,1 °C.
Среднегодовая относительная влажность составляет 75,8 %, колеблясь от 65 % в июле до 80 % в зимние месяцы.
| Показатель                                                              | Янв. | Фев. | Март | Апр. | Май  | Июнь | Июль | Авг. | Сен. | Окт. | Нояб. | Дек. | Год  |
| ----------------------------------------------------------------------- | ---- | ---- | ---- | ---- | ---- | ---- | ---- | ---- | ---- | ---- | ----- | ---- | ---- |
| Средний суточный максимум, °C                                           | 16,1 | 16,0 | 17,8 | 20,0 | 24,2 | 28,5 | 31,5 | 31,8 | 28,4 | 25,2 | 21,0  | 17,5 | 23,2 |
| Средняя температура, °C                                                 | 13,2 | 13,0 | 14,6 | 16,7 | 20,4 | 24,4 | 27,2 | 27,7 | 25,0 | 21,9 | 18,0  | 14,7 | 19,7 |
| Средний суточный минимум, °C                                            | 10,3 | 9,9  | 11,3 | 13,3 | 16,6 | 20,3 | 22,8 | 23,6 | 21,6 | 18,6 | 15,0  | 11,9 | 16,3 |
| Норма осадков, мм                                                       | 94,7 | 63,4 | 37,0 | 26,3 | 9,2  | 5,4  | 0,2  | 6,0  | 67,4 | 77,2 | 109   | 108  | 603  |
| Температура воды, °C                                                    | 15,4 | 15,0 | 15,0 | 15,9 | 17,5 | 21,1 | 24,1 | 25,8 | 25,2 | 23,2 | 20,6  | 17,4 | 20,0 |
| Источник: Malta's Climate - maltaweather.com (Meteo Malta & MaltaMedia) |      |      |      |      |      |      |      |      |      |      |       |      |      |

## Политическое устройство
Мальта — парламентская республика. Конституция Мальты принята в 1964 году с последующими поправками. Законодательная власть принадлежит парламенту, состоящему из Президента и Палаты представителей, которая состоит из 69 депутатов. Члены избираются всеобщим голосованием на основе пропорционального представительства на 5 лет. Глава государства — Президент. Исполнительная власть осуществляется правительством во главе с Премьер-министром.

### Политические партии и профсоюзы
- Лейбористская партия Мальты — правящая партия, основанная в 1920 году.
- Националистическая партия Мальты — основана в 1924 году.

Лейбористская и Националистическая являются двумя крупнейшими партиями Мальты и активно конкурируют за голоса избирателей на выборах в парламент. Остальные партии гораздо мельче и не представлены в парламенте:
- Прогрессивно-конституционная партия, основанная в 1953 году;
- Мальтийская партия центра, основанная в 1961 году (до 1971 года называлась Христианско-рабочая партия);
- Коммунистическая партия Мальты, основанная в 1969 году;
- функционируют 40 профсоюзов, из которых 28 входят в профсоюз неквалифицированных рабочих; крупнейшее профсоюзное объединение — Конфедерация профсоюзов Мальты, основанная в 1958 году.

### Внешняя политика
В течение нескольких лет после обретения независимости (в 1964 году) Мальта проводила политику тесного сотрудничества с Великобританией и другими странами НАТО. После победы Лейбористской партии по её указанию был закрыт офис НАТО на Мальте, а также были прекращены походы Шестого флота США в страну.

## Вооружённые силы
Несмотря на небольшие размеры и провозглашаемый нейтралитет, государство Мальта имеет собственные армейские подразделения, включающие несколько небольших сухопутных, воздушных и морских соединений и, соответственно, — военный бюджет. Основная функция вооружённых сил — защита страны от внешних и внутренних угроз.

## Административное деление
В 1993 году Мальта была разделена на 68 местных советов (муниципалитетов). Эти 68 местных советов являются основной формой местного самоуправления и нет промежуточного уровня между местными советами и национальным правительством. Уровни в 6 округов (5 на главном острове) и в 6 регионов (4 на главном острове) применяются в статистических целях. В каждом регионе имеется Региональный совет; он состоит из президента региона, заместителя президента, исполнительного секретаря, а также 10-12 членов.

## Города

### Валлетта
Столица республики Мальта, экономический и политический центр государства. Город назван в честь рыцаря, флотоводца, магистра Ордена иоаннитов Жана Паризо де ла Валлетта (фр. Jean Parisot de Valette; 1494 — 21 августа 1568, Мальта), основавшего город и защитившего его от турок. История Валлетты начинается с момента, когда отряды рыцарей под предводительством Жана де ла Валлетта отразили нападение турецких войск Сулеймана Великолепного. Победа дорого досталась жителям Мальты, и магистр решил создать хорошо укреплённый город, который поможет противостоять натиску врагов. Великий магистр лично заложил первый камень нового города 28 марта 1566 года.
Валлетта входит в перечень городов Мирового Культурного наследия. Именно там расположен Кафедральный собор Святого Иоанна, в котором нашли упокоение великие магистры и прославленные рыцари ордена. Здесь расположены и Дворец Великого магистра, и правительственные учреждения, и большинство офисов крупных юридических консультантов. Валлетту часто в шутку называют «городом юристов».

### Мдина
Первоначально Мдина и близлежащий Рабат составляли единую часть древнеримского поселения. Во времена арабского владычества размеры Мдины были уменьшены; арабы добавили более высокие фортификационные укрепления и ров. Город того времени напоминал мавританские крепости в Северной Африке. Кроме того, само название «Мдина» происходит от арабского Медина. С прибытием рыцарей Ордена Святого Иоанна, облик города существенно изменился, хотя некоторые из зданий — например, Palazzo Falzon (1233) — были построены ещё до их появления. Именно здесь состоялась официальная церемония, в ходе которой прибывший Великий Магистр Фра Филипп Вилье (фр. Philippe de Villiers de L’Isle-Adam; 1464, Бове — 21 августа 1534, Мальта) принял на себя ответственность защищать переданные Ордену острова и их обитателей. Затем город был застроен множеством зданий, церквей и дворцов в стиле барокко и ныне представляет собой смесь норманнского и барочного стилей.

## Население
| 1960     | 1961     | 1962     | 1963     | 1964     | 1965     | 1966     | 1967     | 1968     | 1969     | 1970     | 1971     |
| -------- | -------- | -------- | -------- | -------- | -------- | -------- | -------- | -------- | -------- | -------- | -------- |
| 326 550  | ↘325 250 | ↘323 900 | ↘322 550 | ↘321 250 | ↘318 800 | ↘315 200 | ↘311 550 | ↘307 900 | ↘304 300 | ↘302 650 | ↗302 700 |
| 1972     | 1973     | 1974     | 1975     | 1976     | 1977     | 1978     | 1979     | 1980     | 1981     | 1982     | 1983     |
| ↘302 450 | ↘302 200 | ↘301 996 | ↗304 222 | ↗305 774 | ↗306 970 | ↗310 182 | ↗313 342 | ↗316 645 | ↗318 982 | ↗325 898 | ↗330 524 |
| 1984     | 1985     | 1986     | 1987     | 1988     | 1989     | 1990     | 1991     | 1992     | 1993     | 1994     | 1995     |
| ↗330 593 | ↗336 452 | ↗342 121 | ↗344 485 | ↗347 325 | ↗350 722 | ↗354 170 | ↗357 727 | ↗361 260 | ↗364 704 | ↗367 941 | ↗370 433 |
| 1996     | 1997     | 1998     | 1999     | 2000     | 2001     | 2002     | 2003     | 2004     | 2005     | 2006     | 2007     |
| ↗372 687 | ↗375 236 | ↗377 516 | ↗379 360 | ↗381 363 | ↗393 028 | ↗395 969 | ↗398 582 | ↗401 268 | ↗403 834 | ↗405 308 | ↗406 724 |
| 2008     | 2009     | 2010     | 2011     | 2012     | 2013     | 2017     | 2018     | 2019     | 2020     | 2021     | 2022     |
| ↗409 379 | ↗412 477 | ↗414 508 | ↗416 268 | ↗419 455 | ↗423 374 | ↗465 292 | ↗484 630 | ↗504 062 | ↗515 332 | ↗518 536 | ↗531 511 |
| 2023     |          |          |          |          |          |          |          |          |          |          |          |
| ↗553 214 |          |          |          |          |          |          |          |          |          |          |          |

Население Мальты составляет 429 344 человек (2015 год). Плотность населения — 1432 чел./км². По плотности населения Мальта занимает пятое место в мире. При этом Мальта — наименее населённое государство Евросоюза.
Подавляющее большинство составляют мальтийцы (95,7 %), доминирующая религия — католицизм (97,3 %).
Мальта, находясь между Африкой и Европой, является мостом для нелегальных иммигрантов. В последнее время количество африканского населения стремительно растёт наряду с другими иммигрантами (ливийцами, египтянами, марокканцами).
Мальта также является популярным местом эмиграции для пенсионеров из Великобритании и других европейских стран.
Пятая часть браков на Мальте в период с начала 2001 года по июнь 2006 года была зарегистрирована между мальтийцами и иностранными гражданами. Из них первое место (22 %) занимают браки с россиянами: 140 мальтийских мужчин взяли в жёны российских женщин, а 36 мальтиек вышли замуж за российских мужчин. Второе место занимают браки с марокканками, третье — с британками. По состоянию на 2019 год, по оценкам ООН, на Мальте проживали 84 949 иммигрантов, или 19,3 % населения страны.

### Языки
Основным языком Мальты является мальтийский. Его относят к семитским языкам (он схож с тунисским диалектом арабского языка), хотя в его лексике и имеется очень большое количество романских заимствований. Другим основным языком в стране является английский, имеется местный диалект английского языка. Довольно широко распространён также итальянский.

## Экономика
Основная отрасль экономики Мальты — это туризм. Поток туристов на Мальту непрерывно и ежегодно растёт. Мальта является одним из крупнейших мировых центров изучения английского языка и принимает студентов со всего мира. Также на Мальте расположен ряд крупных предприятий, требующих высококвалифицированной рабочей силы: производство микрочипов (ST Electronics), печать денежных знаков (De La Rue), обслуживание самолётов (Lufthansa Technics), программирование и т. п. В силу большого разнообразия городских и природных ландшафтов Мальта является популярным местом проведения съёмок художественных фильмов. На Мальте снимались фильмы «Гладиатор», «Мюнхен», «Код Да Винчи» и другие.
С 1 января 2008 года вместо мальтийских лир на Мальте введены в оборот евро.

## Транспорт
Основной вид транспорта — автомобильный. Движение — левостороннее.
Автобусное сообщение связывает все населённые пункты Мальты, но только не напрямую, а через центральный автовокзал, находящийся у ворот в «старый город» Валлетты. После покупки новых автобусов летом 2011 года проезд подорожал.
Автобусы оборудованы кондиционерами и ходят по расписанию, которое висит на всех остановках; на крупных имеется электронное табло со временем ожидания ближайшего автобуса. В основном, автобусы ходят 3 раза в час.
Сообщение между островами Мальта, Гоцо и Комино осуществляют паромные переправы. По морю можно добраться и до острова Сицилия на скоростном катамаране Jean de La Valette. Время в пути — 1,5 часа.
«Air Malta» — мальтийская авиакомпания. Базируется в муниципалитете Лука, в Международном аэропорту Мальты. Осуществляет рейсы по 36 направлениям в Европу и Северную Африку.
Авиакомпания «Air Malta» была учреждена в 1973 году по решению мальтийского парламента и осуществляет рейсы с апреля 1974 года. Авиакомпания поддерживает партнёрские отношения и осуществляет совместные полёты с авиакомпанией Lufthansa, которая осуществляет техническое обслуживание в аэропорту Мальты. «Air Malta» владеет пакетом акций авиакомпании «Medavia», совершающей перелёты преимущественно в пределах Ливии.

## Образование
Обязательный школьный возраст составляет пять лет. Школьное образование длится одиннадцать лет и подразделяется на начальную и среднюю школу. Затем ученики получают двухлетнее профессиональное образование, которое предоставляется Мальтийским колледжем искусств, науки и технологий (Malta College of Arts, Science and Technology (MCAST)). После получения профессионального образования граждане Мальты могут отправиться на рынок труда, а могут получить высшее образование, которое представлено только Мальтийским университетом.

## Культура
Крупный итальянский художник, Маттиа Прети, был посвящён в рыцари Мальтийского ордена и провёл последние годы своей жизни на Мальте. Единственным мальтийским скульптором, получившим международное признание, стал в первой половине XX века Антонио Шортино.
Музей «The Limestone Heritage Park&Gardens» посвящён истории строительства зданий и сооружений на Мальте с использованием традиционного материала — известняка.
Национальным растением Мальты является палеоцентаурея. Оно произрастает только на территории Мальты и относится к реликтам ледникового периода. Народное название национального цветка переводится как «морские уши» или «уши моря»: палеоцентаурея растёт очень близко к морю на береговых холмах. В настоящее время цветочный символ Мальты гораздо легче встретить на городской клумбе, чем в естественных условиях.

## Охота на перелётных птиц
Остров является  местом отдыха перелётных птиц на пути из Африки в Европу. На многих перелётных птиц на Мальте ведётся спортивная охота, наносящая большой урон их популяциям. На островах зарегистрировано 12 тысяч охотников. Мальтийцы охотятся на любых птиц (в том числе на щурок, удодов, иволг, буревестников, аистов, цапель), включая находящихся под угрозой исчезновения в Западной Европе (малый подорлик, степной лунь). Стреляют по ласточкам для упражнения в меткости. Охота идёт вдоль дорог, с крыш зданий в посёлках, на оживлённых улицах городов. Из редких птиц делают чучела, а остальных прячут, чтобы скрыть нарушение закона, так как в Евросоюзе действует директива по охране птиц, принятая в 2009 году (взамен предыдущей аналогичной директивы 1979 года), вводящая многочисленные ограничения на охоту.